# Mr. Blandings Builds His Dream House
Mr. Blandings Builds His Dream House (bra: Lar, Meu Tormento; prt: Lar dos Meus Sonhos) é um filme estadunidense de 1948, do gênero comédia romântica, dirigido por H.C. Potter.

## Sinopse
O sonho de um empresário de Nova York de ter uma casa de campo é destruído, quando ele compra um barraco em ruínas na zona rural.  

## Elenco
- Cary Grant ...  Jim Blandings
- Myrna Loy ...  Muriel Blandings
- Melvyn Douglas ...  Bill Cole
- Reginald Denny ...  Henry L. Simms
- Sharyn Moffett ...  Joan Blandings